# Solanum wrightii
Solanum wrightii är en potatisväxtart som beskrevs av George Bentham. Solanum wrightii ingår i släktet skattor som ingår i familjen potatisväxter. Inga underarter finns listade i Catalogue of Life.

## Bildgalleri

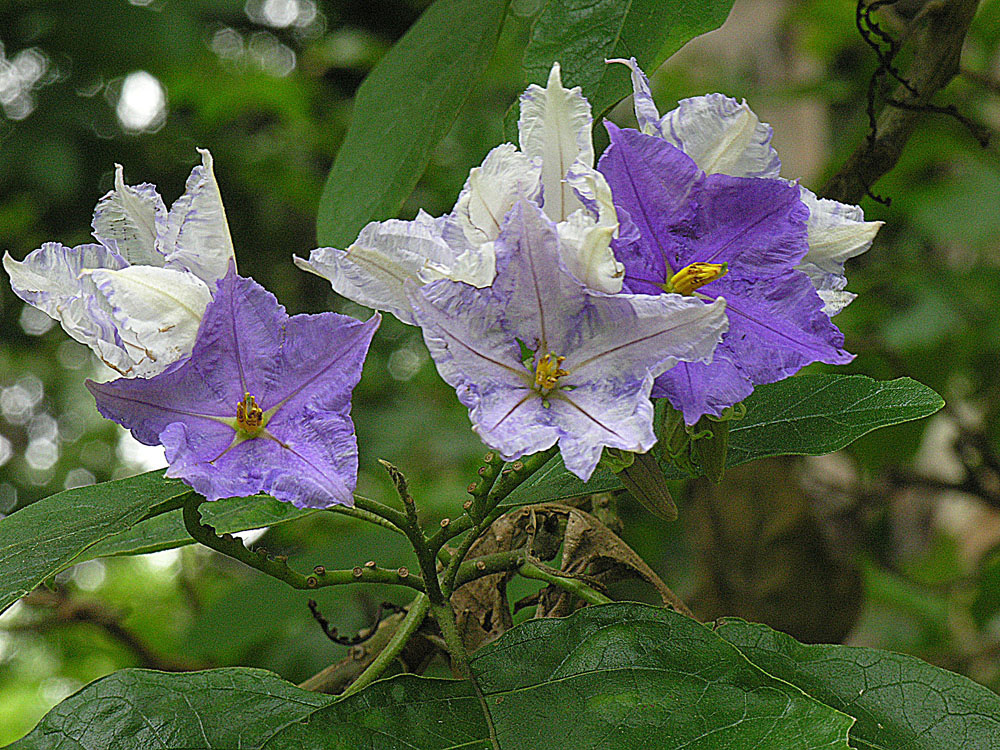
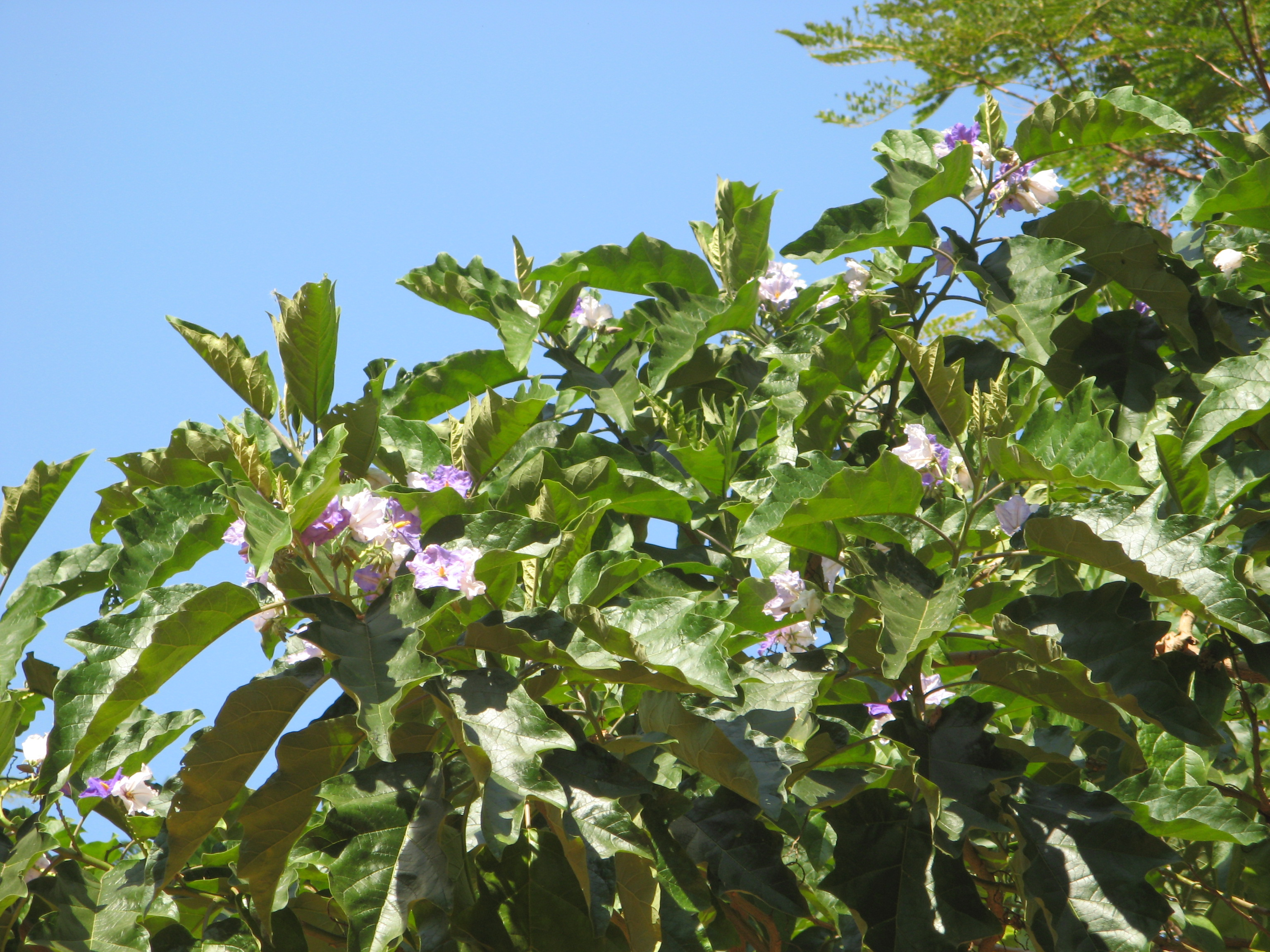
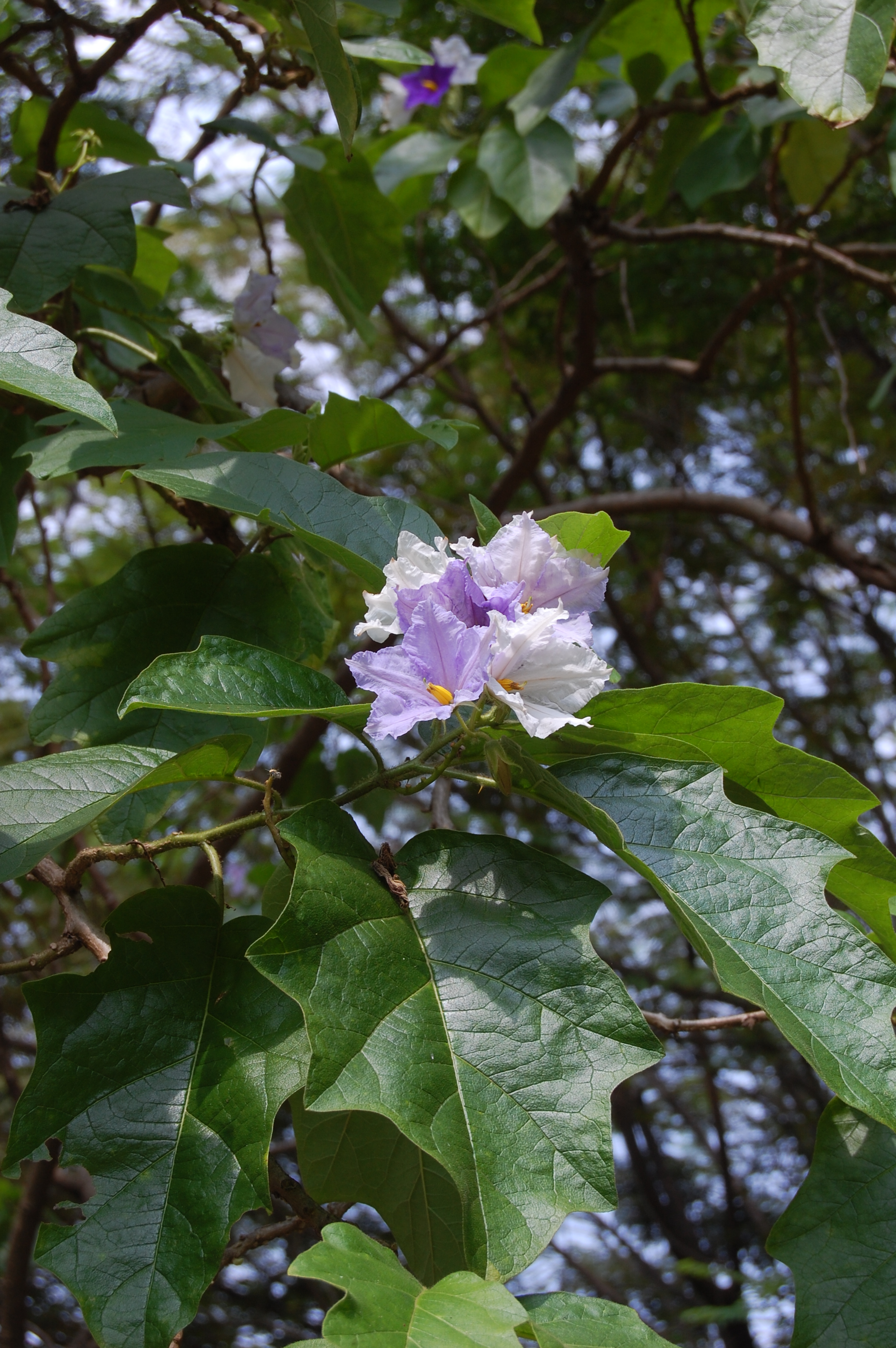